# EHF Challenge Cup der Frauen 2015/16
Am EHF Challenge Cup 2015/16 nahmen 25 Handball-Vereinsmannschaften teil, die sich in der vorangegangenen Saison in ihren Heimatländern für den Wettbewerb qualifiziert hatten. Die 16. Austragung des Challenge Cups begann am 13. November 2015. Der spanische Verein Rocasa Gran Canaria ACE gewann den Wettbewerb. Der Titelverteidiger war die französische Mannschaft Union Mios Biganos-Bègles.

## Runde 3
Es nahmen 18 Mannschaften an der 3. Runde teil.
Die Auslosung der 3. Runde fand am 21. Juli 2015 in Wien statt.
Die Hin- und Rückspiele fanden an den Wochenenden 14.–15. sowie 21.–22. November 2015 statt.

### Qualifizierte Teams
| - ABU Baku - Helsingfors IFK - London Angels HC - ÍBV Vestmannaeyjar - Maccabi Arazim Ramat gan - ASD Ariosto Pallamano Ferrara - KHF Shqipona - ŽRK Pelister 2012 - ŽRK Vardar | - ŽRK Danilovgrad - Schuler Afbouwgroep DOS - Zagłębie Lubin - Colégio de Gaia - DHB Rotweiss Thun - Yellow Winterthur - ŽRK Mlinotest Ajdovščina - ŽRK Izvor Bukovička Banja Aranđelovac - Izmir BSB SK |

### Ausgeloste Spiele und Ergebnisse
| Mannschaft 1                               | Mannschaft 2                                                       | Hinspiel             | Rückspiel            | Gesamt  |
| ------------------------------------------ | ------------------------------------------------------------------ | -------------------- | -------------------- | ------- |
| ÍBV Vestmannaeyjar Greta Kavaliauskaitė 12 | ŽRK Izvor Bukovička Banja Aranđelovac Milica Danilović 22          | 14.11.2015 19:00 Uhr | 15.11.2015 19:00 Uhr | 56 : 61 |
| ÍBV Vestmannaeyjar Greta Kavaliauskaitė 12 | ŽRK Izvor Bukovička Banja Aranđelovac Milica Danilović 22          | 28 : 30 (15 : 17)    | 28 : 31 (15 : 15)    | 56 : 61 |
| ÍBV Vestmannaeyjar Greta Kavaliauskaitė 12 | ŽRK Izvor Bukovička Banja Aranđelovac Milica Danilović 22          | 1.000 Zuschauer      | 800 Zuschauer        | 56 : 61 |
| ŽRK Danilovgrad Tamara Jovićević 13        | ŽRK Mlinotest Ajdovščina Slavica Schuster 16                       | 15.11.2015 17:00 Uhr | 22.11.2015 18:00 Uhr | 42 : 52 |
| ŽRK Danilovgrad Tamara Jovićević 13        | ŽRK Mlinotest Ajdovščina Slavica Schuster 16                       | 24 : 30 (08 : 15)    | 18 : 22 (07 : 08)    | 42 : 52 |
| ŽRK Danilovgrad Tamara Jovićević 13        | ŽRK Mlinotest Ajdovščina Slavica Schuster 16                       | 400 Zuschauer        | 500 Zuschauer        | 42 : 52 |
| Colégio de Gaia Sandra Santiago 18         | Helsingfors IFK Linda Cainberg, Silja Borgarsdóttir Sandelin je 13 | 21.11.2015 16:00 Uhr | 22.11.2015 19:00 Uhr | 68 : 58 |
| Colégio de Gaia Sandra Santiago 18         | Helsingfors IFK Linda Cainberg, Silja Borgarsdóttir Sandelin je 13 | 36 : 29 (19 : 19)    | 32 : 29 (14 : 15)    | 68 : 58 |
| Colégio de Gaia Sandra Santiago 18         | Helsingfors IFK Linda Cainberg, Silja Borgarsdóttir Sandelin je 13 | 332 Zuschauer        | 420 Zuschauer        | 68 : 58 |
| ŽRK Pelister 2012 Monika Talevska 16       | KHF Shqipona Belma Beba 25                                         | 14.11.2015 18:30 Uhr | 21.11.2015 18:00 Uhr | 57 : 77 |
| ŽRK Pelister 2012 Monika Talevska 16       | KHF Shqipona Belma Beba 25                                         | 22 : 38 (11 : 21)    | 35 : 39 (18 : 22)    | 57 : 77 |
| ŽRK Pelister 2012 Monika Talevska 16       | KHF Shqipona Belma Beba 25                                         | 1.500 Zuschauer      | 450 Zuschauer        | 57 : 77 |
| Izmir BSB SK Burcu Pirinçci 11             | DHB Rotweiss Thun Sarina Strahm 7                                  | 14.11.2015 16:00 Uhr | 21.11.2015 19:15 Uhr | 54 : 40 |
| Izmir BSB SK Burcu Pirinçci 11             | DHB Rotweiss Thun Sarina Strahm 7                                  | 27 : 17 (14 : 06)    | 27 : 23 (13 : 12)    | 54 : 40 |
| Izmir BSB SK Burcu Pirinçci 11             | DHB Rotweiss Thun Sarina Strahm 7                                  | 500 Zuschauer        | 351 Zuschauer        | 54 : 40 |
| Zagłębie Lubin Sanja Premović 17           | Maccabi Arazim Ramat gan Veronika Grozovsky 8                      | 21.11.2015 17:00 Uhr | 22.11.2015 12:00 Uhr | 78 : 29 |
| Zagłębie Lubin Sanja Premović 17           | Maccabi Arazim Ramat gan Veronika Grozovsky 8                      | 41 : 12 (20 : 02)    | 37 : 17 (22 : 06)    | 78 : 29 |
| Zagłębie Lubin Sanja Premović 17           | Maccabi Arazim Ramat gan Veronika Grozovsky 8                      | 1.000 Zuschauer      | 300 Zuschauer        | 78 : 29 |
| ABU Baku Gunel Aliyeva 12                  | Schuler Afbouwgroep DOS Roxanne Bovenberg 17                       | 20.11.2015 20:00 Uhr | 21.11.2015 20:00 Uhr | 41 : 56 |
| ABU Baku Gunel Aliyeva 12                  | Schuler Afbouwgroep DOS Roxanne Bovenberg 17                       | 19 : 27 (07 : 14)    | 22 : 29 (12 : 12)    | 41 : 56 |
| ABU Baku Gunel Aliyeva 12                  | Schuler Afbouwgroep DOS Roxanne Bovenberg 17                       | 417 Zuschauer        | 425 Zuschauer        | 41 : 56 |
| Yellow Winterthur Franziska Fix 9          | ASD Ariosto Pallamano Ferrara Katia Soglietti 14                   | 14.11.2015 17:00 Uhr | 21.11.2015 17:00 Uhr | 59 : 40 |
| Yellow Winterthur Franziska Fix 9          | ASD Ariosto Pallamano Ferrara Katia Soglietti 14                   | 34 : 21 (14 : 11)    | 25 : 19 (13 : 11)    | 59 : 40 |
| Yellow Winterthur Franziska Fix 9          | ASD Ariosto Pallamano Ferrara Katia Soglietti 14                   | 150 Zuschauer        | 300 Zuschauer        | 59 : 40 |
| ŽRK Vardar Sara Mitova 14                  | London Angels HC Beata Nagy 10                                     | 13.11.2015 18:00 Uhr | 14.11.2015 18:00 Uhr | 62 : 31 |
| ŽRK Vardar Sara Mitova 14                  | London Angels HC Beata Nagy 10                                     | 27 : 14 (15 : 07)    | 35 : 17 (22 : 06)    | 62 : 31 |
| ŽRK Vardar Sara Mitova 14                  | London Angels HC Beata Nagy 10                                     | 500 Zuschauer        | 200 Zuschauer        | 62 : 31 |

## Achtelfinale
Im Achtelfinale nahmen die 9 Gewinner der 3. Runde sowie 7 gesetzte Mannschaften teil.

Die Auslosung des Achtelfinale fand am 24. November 2015 in Wien statt.

Die Hinspiele fanden am 9. bis 10. Januar 2016 statt. Die Rückspiele fanden am 16. bis 17. Januar 2016 statt.

### Qualifizierte Teams
| - DHC Sokol Poruba - Rocasa Gran Canaria ACE - KHF Shqipona - ŽRK Vardar - Schuler Afbouwgroep DOS - Virto/Quintus - EKS Start Elbląg - Zagłębie Lubin | - Colégio de Gaia - Yellow Winterthur - ŽRK Mlinotest Ajdovščina - ŽRK Izvor Bukovička Banja Aranđelovac - ŽRK Minaqua Vojvodina Novi Sad - Izmir BSB SK - Kastamonu B. Gençlik SK - HK Karpaty |

### Ausgeloste Spiele und Ergebnisse
| Mannschaft 1                                   | Mannschaft 2                                         | Hinspiel             | Rückspiel            | Gesamt      |
| ---------------------------------------------- | ---------------------------------------------------- | -------------------- | -------------------- | ----------- |
| Kastamonu B. Gençlik SK Serpil İskenderoğlu 24 | Zagłębie Lubin Sanja Premović 14                     | 08.01.2016 17:00 Uhr | 09.01.2016 15:00 Uhr | 73 : 63     |
| Kastamonu B. Gençlik SK Serpil İskenderoğlu 24 | Zagłębie Lubin Sanja Premović 14                     | 43 : 39 (19 : 20)    | 30 : 24 (14 : 14)    | 73 : 63     |
| Kastamonu B. Gençlik SK Serpil İskenderoğlu 24 | Zagłębie Lubin Sanja Premović 14                     | 800 Zuschauer        | 1.000 Zuschauer      | 73 : 63     |
| Schuler Afbouwgroep DOS Priscilla ter Elst 15  | ŽRK Izvor Bukovička Banja Aranđelovac Ana Tomović 10 | 15.01.2016 20:00 Uhr | 16.01.2016 20:00 Uhr | 45 : 60     |
| Schuler Afbouwgroep DOS Priscilla ter Elst 15  | ŽRK Izvor Bukovička Banja Aranđelovac Ana Tomović 10 | 27 : 33 (10 : 18)    | 18 : 27 (09 : 13)    | 45 : 60     |
| Schuler Afbouwgroep DOS Priscilla ter Elst 15  | ŽRK Izvor Bukovička Banja Aranđelovac Ana Tomović 10 | 400 Zuschauer        | 400 Zuschauer        | 45 : 60     |
| KHF Shqipona Belma Beba 22                     | Rocasa Gran Canaria ACE Almudena Rodríguez 14        | 09.01.2016 16:00 Uhr | 17.01.2016 13:00 Uhr | 54 : 94     |
| KHF Shqipona Belma Beba 22                     | Rocasa Gran Canaria ACE Almudena Rodríguez 14        | 23 : 38 (10 : 18)    | 31 : 56 (15 : 25)    | 54 : 94     |
| KHF Shqipona Belma Beba 22                     | Rocasa Gran Canaria ACE Almudena Rodríguez 14        | 400 Zuschauer        | 400 Zuschauer        | 54 : 94     |
| Yellow Winterthur Ria Jugovic 9                | Virto/Quintus Cynthia Grift, Daisy Hage je 11        | 09.01.2016 18:00 Uhr | 17.01.2016 16:00 Uhr | 29 : 70     |
| Yellow Winterthur Ria Jugovic 9                | Virto/Quintus Cynthia Grift, Daisy Hage je 11        | 13 : 37 (08 : 18)    | 16 : 33 (06 : 17)    | 29 : 70     |
| Yellow Winterthur Ria Jugovic 9                | Virto/Quintus Cynthia Grift, Daisy Hage je 11        | 480 Zuschauer        | 450 Zuschauer        | 29 : 70     |
| EKS Start Elbląg Joanna Waga 11                | ŽRK Mlinotest Ajdovščina Tina Rojc 15                | 10.01.2016 18:00 Uhr | 16.01.2016 19:00 Uhr | 54 : 44     |
| EKS Start Elbląg Joanna Waga 11                | ŽRK Mlinotest Ajdovščina Tina Rojc 15                | 28 : 22 (15 : 12)    | 26 : 22 (11 : 07)    | 54 : 44     |
| EKS Start Elbląg Joanna Waga 11                | ŽRK Mlinotest Ajdovščina Tina Rojc 15                | 1.200 Zuschauer      | 500 Zuschauer        | 54 : 44     |
| ŽRK Vardar Natasha Nolevska 13                 | ŽRK Minaqua Vojvodina Novi Sad Milica Rančić 12      | 16.01.2016 14:00 Uhr | 17.01.2016 15:00 Uhr | 57 : 51     |
| ŽRK Vardar Natasha Nolevska 13                 | ŽRK Minaqua Vojvodina Novi Sad Milica Rančić 12      | 26 : 24 (14 : 13)    | 31 : 27 (16 : 13)    | 57 : 51     |
| ŽRK Vardar Natasha Nolevska 13                 | ŽRK Minaqua Vojvodina Novi Sad Milica Rančić 12      | 300 Zuschauer        | 200 Zuschauer        | 57 : 51     |
| DHC Sokol Poruba Šárka Marčíková 11            | Izmir BSB SK Yağmur Toprak 11                        | 09.01.2016 18:00 Uhr | 16.01.2016 17:00 Uhr | 45 : 45 (a) |
| DHC Sokol Poruba Šárka Marčíková 11            | Izmir BSB SK Yağmur Toprak 11                        | 28 : 22 (14 : 12)    | 17 : 23 (10 : 10)    | 45 : 45 (a) |
| DHC Sokol Poruba Šárka Marčíková 11            | Izmir BSB SK Yağmur Toprak 11                        | 632 Zuschauer        | 800 Zuschauer        | 45 : 45 (a) |
| Colégio de Gaia Patrícia Lima 8                | HK Karpaty Darja Kot 19                              | 15.01.2016 18:00 Uhr | 16.01.2016 18:00 Uhr | 35 : 53     |
| Colégio de Gaia Patrícia Lima 8                | HK Karpaty Darja Kot 19                              | 14 : 23 (07 : 08)    | 21 : 30 (12 : 14)    | 35 : 53     |
| Colégio de Gaia Patrícia Lima 8                | HK Karpaty Darja Kot 19                              | 250 Zuschauer        | 250 Zuschauer        | 35 : 53     |

## Viertelfinale
Im Viertelfinale nahmen die Gewinner der Achtelfinalpartien teil. Die Auslosung fand am 19. Januar 2016 in Wien statt.

### Qualifizierte Teams
| - Rocasa Gran Canaria ACE - ŽRK Vardar - Virto/Quintus - EKS Start Elbląg - ŽRK Izvor Bukovička Banja Aranđelovac - Izmir BSB SK - Kastamonu B. Gençlik SK - HK Karpaty |

### Ausgeloste Spiele und Ergebnisse
| Mannschaft 1                                       | Mannschaft 2                                              | Hinspiel             | Rückspiel            | Gesamt  |
| -------------------------------------------------- | --------------------------------------------------------- | -------------------- | -------------------- | ------- |
| ŽRK Vardar Natasha Nolevska 12                     | HK Karpaty Daryna Kot 12                                  | 22.02.2016 18:30 Uhr | 28.02.2016 17:00 Uhr | 39 : 47 |
| ŽRK Vardar Natasha Nolevska 12                     | HK Karpaty Daryna Kot 12                                  | 22 : 19 (13 : 12)    | 17 : 28 (08 : 14)    | 39 : 47 |
| ŽRK Vardar Natasha Nolevska 12                     | HK Karpaty Daryna Kot 12                                  | 1.500 Zuschauer      | 750 Zuschauer        | 39 : 47 |
| EKS Start Elbląg Joanna Waga 12                    | Izmir BSB SK Fatma Atalar 17                              | 20.02.2016 18:00 Uhr | 27.02.2016 17:00 Uhr | 48 : 46 |
| EKS Start Elbląg Joanna Waga 12                    | Izmir BSB SK Fatma Atalar 17                              | 29 : 25 (12 : 12)    | 19 : 21 (10 : 11)    | 48 : 46 |
| EKS Start Elbląg Joanna Waga 12                    | Izmir BSB SK Fatma Atalar 17                              | 800 Zuschauer        | 1.500 Zuschauer      | 48 : 46 |
| Rocasa Gran Canaria ACE Davinia López Hernández 14 | ŽRK Izvor Bukovička Banja Aranđelovac Milica Danilović 10 | 20.02.2016 18:00 Uhr | 21.02.2016 18:00 Uhr | 62 : 44 |
| Rocasa Gran Canaria ACE Davinia López Hernández 14 | ŽRK Izvor Bukovička Banja Aranđelovac Milica Danilović 10 | 35 : 25 (17 : 13)    | 27 : 19 (13 : 08)    | 62 : 44 |
| Rocasa Gran Canaria ACE Davinia López Hernández 14 | ŽRK Izvor Bukovička Banja Aranđelovac Milica Danilović 10 | 500 Zuschauer        | 500 Zuschauer        | 62 : 44 |
| Kastamonu B. Gençlik SK Serpil İskenderoğlu 13     | Virto/Quintus Daisy Hage 14                               | 20.02.2016 17:00 Uhr | 21.02.2016 17:00 Uhr | 52 : 46 |
| Kastamonu B. Gençlik SK Serpil İskenderoğlu 13     | Virto/Quintus Daisy Hage 14                               | 27 : 23 (14 : 13)    | 25 : 23 (16 : 12)    | 52 : 46 |
| Kastamonu B. Gençlik SK Serpil İskenderoğlu 13     | Virto/Quintus Daisy Hage 14                               | 1.000 Zuschauer      | 800 Zuschauer        | 52 : 46 |

## Halbfinale
Im Halbfinale nahmen die Gewinner des Viertelfinale teil. Die Hinspiele fanden am 2.–3. April 2016 statt. Die Rückspiele fanden am 9.–10. April 2016 statt.

### Ausgeloste Spiele und Ergebnisse
| Mannschaft 1                                   | Mannschaft 2                                  | Hinspiel             | Rückspiel            | Gesamt  |
| ---------------------------------------------- | --------------------------------------------- | -------------------- | -------------------- | ------- |
| Kastamonu B. Gençlik SK Serpil İskenderoğlu 14 | HK Karpaty Iryna Kompanijez 10                | 02.04.2016 17:00 Uhr | 03.04.2016 15:00 Uhr | 54 : 45 |
| Kastamonu B. Gençlik SK Serpil İskenderoğlu 14 | HK Karpaty Iryna Kompanijez 10                | 24 : 20 (08 : 11)    | 30 : 25 (13 : 09)    | 54 : 45 |
| Kastamonu B. Gençlik SK Serpil İskenderoğlu 14 | HK Karpaty Iryna Kompanijez 10                | 1.000 Zuschauer      | 750 Zuschauer        | 54 : 45 |
| EKS Start Elbląg Sylwia Lisewska 8             | Rocasa Gran Canaria ACE Almudena Rodríguez 14 | 02.04.2016 18:00 Uhr | 10.04.2016 12:30 Uhr | 46 : 47 |
| EKS Start Elbląg Sylwia Lisewska 8             | Rocasa Gran Canaria ACE Almudena Rodríguez 14 | 24 : 25 (11 : 12)    | 22 : 22 (09 : 10)    | 46 : 47 |
| EKS Start Elbląg Sylwia Lisewska 8             | Rocasa Gran Canaria ACE Almudena Rodríguez 14 | 600 Zuschauer        | 1.800 Zuschauer      | 46 : 47 |

## Finale
Es nahmen die zwei Sieger aus dem Halbfinale teil. Das Hinspiel fand am 30. April 2016 statt. Das Rückspiel fand am 7. Mai 2016 statt.

### Ausgeloste Spiele und Ergebnisse
| Mannschaft 1            | Mannschaft 2            | Hinspiel           | Rückspiel          | Gesamt  |
| ----------------------- | ----------------------- | ------------------ | ------------------ | ------- |
| Kastamonu B. Gençlik SK | Rocasa Gran Canaria ACE | 30.04.16 18:00 Uhr | 07.05.16 18:30 Uhr | 54 : 62 |
| Kastamonu B. Gençlik SK | Rocasa Gran Canaria ACE | 25 : 29 (09 : 14)  | 29 : 33 (11 : 16)  | 54 : 62 |

### Hinspiel
Kastamonu B. Gençlik SK - Rocasa Gran Canaria ACE  25 : 29 (09 : 14)
30. April 2016 in Istanbul, Haldun Alagaş Spor Salonu, 2.000 Zuschauer.
Kastamonu B. Gençlik SK: Barjaktarović, Sementschenko – Carbune (7), İskenderoğlu   (5), Pavić   (3), Demirçelen  (2), Kožnjak  (2), Sakızcan (2), Yılmaz (2), Duru (1), Sinizyna  (1), Çağlı, Öztabak, Tümer
Rocasa Gran Canaria ACE: Hernández, Navarro – Luján  (8), Rodríguez  (8), Tejeda  (4), López  (3), Albaladejo (2), Trojaola  (2), Falcón (1), Mbengue (1), González, Peña, Simón, Toscano
Schiedsrichter:  Peter Dvorský und Igor Karlubík
Quelle: Spielbericht

### Rückspiel
Rocasa Gran Canaria ACE - Kastamonu B. Gençlik SK  33 : 29 (16 : 11)
7. Mai 2016 in Telde, Pabellón Insular Rita Hernández, 2.350 Zuschauer.
Rocasa Gran Canaria ACE: Hernández, Navarro – Luján (10), Falcón (9), Trojaola (5), López   (4), Albaladejo   (3), González  (1), Rodríguez  (1), Diallo, Mbengue, Peña, Simón, Tejeda, Toscano
Kastamonu B. Gençlik SK: Barjaktarović, Sementschenko – Demirçelen    (8), Carbune  (6), Sakızcan  (5), İskenderoğlu  (4), Kožnjak (3), Duru (2), Pavić   (1), Çağlı, Öztabak, Sinizyna, Yılmaz , Tümer
Schiedsrichter:  Vanja Antić und Jelena Jakovljević
Quelle: Spielbericht

## Statistiken

### Torschützenliste
Die Torschützenliste zeigt die drei besten Torschützinnen des EHF Challenge Cups der Frauen 2015/16.
Zu sehen sind die Nation der Spielerin, der Name, die Position, der Verein, die gespielten Spiele, die Tore und die Ø-Tore.
| Pl. | Nation         | Spieler             | Pos. | Verein                  | Sp. | Tore | Ø     |
| --- | -------------- | ------------------- | ---- | ----------------------- | --- | ---- | ----- |
| 1.  | Turkei         | Serpil İskenderoğlu | (RM) | Kastamonu B. Gençlik SK | 8   | 60   | 7,50  |
| 2.  | Spanien        | María Luján         | (RM) | Rocasa Gran Canaria ACE | 8   | 48   | 6,00  |
| 3.  | Nordmazedonien | Beba Belma          | (RM) | KHF Shqipona            | 4   | 47   | 11,75 |